# John Rhys-Davies
John Rhys-Davies (Ammanford, 5 mei 1944) is een Welsh acteur.
Rhys-Davies begon zijn carrière als televisieacteur in onder meer de miniserie "Shogun" uit begin van de jaren 80 waar hij de rol van de Portugese loods Rodriques en 'vriend' van hoofdrolspeler John Blackthorn (Richard Chamberlain) vertolkte en eerder in de miniserie "Noble House" in de rol van Gornth, de rivaal van Ian Dunross (Pierce Brosnan) van het conglomeraat Struans. De serie Shogun is wereldwijd op televisie te zien geweest.
Rhys-Davies maakte de overstap naar het grote doek met Raiders of the Lost Ark in 1981. Zowel in deze als in Indiana Jones and the Last Crusade uit 1989 en Indiana Jones and the Dial of Destiny uit 2023 speelde hij de rol van Sallah.
Tussen 1988 en 1994 speelde hij in drie afleveringen van de televisieserie Murder, She Wrote met Angela Lansbury als de amateur-detective Jessica Fletcher in de hoofdrol. Van 1995 tot 1998 speelde hij prof. Maximillian P. Arturo in de sciencefictionserie Sliders. In 1996 sprak Rhys-Davies de stem in Cassim, The King of Thieves en vader van Aladdin in de film Aladdin and the King of Thieves.
In 1997 deed hij mee in twee afleveringen van de sciencefictionserie Star Trek: Voyager als een hologram van Leonardo da Vinci, vriend uit een vorig leven van de kapitein van Voyager: Katherine Janeway Kate Mulgrew: Concerning Flight en Scorpion: Part 1.
Van 2001 tot 2003 vertolkte hij de rol van Gimli, een dwerg in de The Lord of the Rings-trilogie - naar de boeken van J.R.R. Tolkien. De delen bestaan uit: The Fellowship of the Ring deel 1 uit 2001, The Two Towers deel 2 uit 2002 en The Return of the King deel 3 uit 2003. Daarnaast deed hij ook de stem van Boombaard/Treebeard.
In 2004 was hij te zien in The Princess Diaries 2: Royal Engagement. Hij speelde hierin de rol van Viscount Mabrey die er alles voor over heeft om zijn neefje Nicholas op de troon van Genovië te zien, in plaats van de Amerikaanse Mia. De film werd geregisseerd door Garry Marshall.
Na een paar jaar relatieve rust was hij in 2008 weer actief en vertolkte hij rollen als professor Hayden Masterton in Prisoners of the Sun en als Elliot Carbon in Medium Raw, Ook speelde hij in Fire & Ice The Dragon Chronicles hierin vertolkt hij de rol van uitvinder Sangimel. In september 2009 verscheen de Britse film 31north62east waarin hij de Britse premier John Hammond speelde.
- Biblioteca Nacional de España: XX1679181
- Bibliothèque nationale de France: cb139878011 (data)
- Gemeinsame Normdatei: 128957638
- International Standard Name Identifier: 0000 0001 1773 3719
- Library of Congress Control Number: nr96011677
- MusicBrainz: 42ac403f-daad-491b-ab40-7b862781594a
- Nationale Bibliotheek van Tsjechië: xx0080199
- Nationale Bibliotheek van Israël: 987007332590505171
- Nationale Bibliotheek van Polen: a0000002246783
- Istituto Centrale per il Catalogo Unico: RAVV327314
- SNAC: w6kp8xtz
- Trove: 934071
- Virtual International Authority File: 86479705
- WorldCat: E39PBJgMCGmVPGwVcyQ4XDckjC